# Bandera de Chuvasia

Bandera de la República de Chuvasia.

La bandera de Chuvasia, un sujeto federal de Rusia, está a cargo de un árbol de la vida estilizado, un símbolo de renacimiento, con los tres soles, un emblema tradicional popular en el arte chuvasio. El color rojo profundo simboliza la tierra, el amarillo dorado - para la prosperidad.
Descripciones anteriores (aprox. 1992-1997) en el extranjero, incluso en artículos técnicos vexillológicos, mostraron al púrpura en lugar del color rojo, debido a la mala interpretación de la palabra rusa "пурпурный" purpurnyi.

## Banderas históricas

Bandera de la RSSA de Chuvasia (1926)
Bandera de la RSSA de Chuvasia (1927-1931)
Bandera de la RSSA de Chuvasia (1931-1933)
Bandera de la RSSA de Chuvasia (1933-1937)
Bandera de la RSSA de Chuvasia (1937-1940)
Bandera de la RSSA de Chuvasia (1940-1954)
Bandera de la RSSA de Chuvasia (1954-1978)
Bandera de la RSSA de Chuvasia (1978)

- Datos: Q613188
- Multimedia: Flags of Chuvashia / Q613188